# Култура памћења
Култура памћења је симболичко наслеђе представљено у текстовима, церемонијама, споменицима, прославама, светим списима и другим медијима који служе као мнемотехнички покретачи значења која се односе на то шта се десило у прошлости.
Под истим појмом често се као синоними користе и термини: култура сећања, национално памћење и култрурално памћење.
Термин културно памћење први је употребио немачки египтолог Јан Асман у својој књизи Културa памћењa, која је развила теорију колективног памћења Мориса Халбвакса. Јан Асман и каснији научници као што је Андреас Хуесен почели су да се интересују за памћење, илустровано тако разноликим феноменима као што су меморијална места и ретро култура, и мнемотехника из раних 1980-их.
Пошто сећање није искључиво индивидуално, лично искуство, већ и део колективног искуства, културно памћење је постало тема проучавања како у историографији (Пјер Нора, Ричард Тердиман), тако и у културолошким студијама (Сузан Стјуарт). Ови правци разликују процес памћења (историографија) и његов подтекст и објекте (културологија). Појавиле су се две школе мишљења: једна сматра да садашњост одређује наше разумевање прошлости; други је да прошлост утиче на наше понашање у садашњости.

## Историографски приступ
Да би се разумео феномен културног памћења, кључно је направити разлику између сећања и историје. Ову разлику је изнео Пјер Нора, који је указао на разлику између историје и сећања.
Научници се не слажу око тога када се таква идеја проширила. Нора тврди да се то догодило током формирања европских националних држава. За Ричарда Турдимана, полазна тачка је Француска револуција: промена политичког система, као и почетак индустријализације и урбанизације, које су закомпликовале живот. Као резултат тога, не само да је људима постало теже да разумеју ново друштво, већ су због тога што су промене биле тако драстичне, имали и проблеме који се односе на прошлост пре револуције. У таквој ситуацији више није било заједничког схватања прошлости. Разумевање прошлости постало је могуће само кроз историју. Како су људи схватили да је историја само једна верзија прошлости, постали су све више забринути за сопствено културно наслеђе, што је помогло у обликовању њиховог колективног и националног идентитета. У покушају да пронађу идентитет који би могао да уједини државу или народ, владе су конструисале колективна сећања у виду сећања на мртве, која је требало да уједине мањинске групе и појединце који су се противили нечему. Постаје очигледно да се опсесија памћењем поклапа са страхом од заборава и жељом за аутентификацијом (потврдом сопственог идентитета).
Међутим, касније се постављају питања да ли је постојало време у коме је постојало „чисто” непосредовано памћење, како Нора конкретно тврди. Неки научници, као што је социолог Тони Бенет, с правом истичу да је индиректно представљање нечега кључни услов за људску перцепцију уопште: немогуће је посматрати чиста и објективна сећања.
Концепт културне историје се често погрешно схвата. То је углавном због чињенице да се памћење схвата сувише уско: као привремена појава. Нора је била прва која је повезала сећање са физичким, опипљивим местима сада познатим као места сећања. У својим списима он доказује да су места сећања; објекти који симболизују сложеније тренутке историје. Иако се фокусира на просторни приступ процесу памћења, већ у својим раним историографским теоријама, Нора примећује да сећање превазилази опипљиве и визуелне аспекте, постајући тако флексибилно и нестабилно. Ово је прилично проблематично својство, које Тердимен такође карактерише као „свеприсутност“ сећања.
Једна од главних потешкоћа у перпетуирању прошлости је неизбежна чињеница да она не постоји. Свако сећање, када покушате да га репродукујете, постаје, како тврди Тердиман, „садашња прошлост“. Управо та ирационална жеља да се сети оно што је заувек нестало изазива осећај носталгије, што није тешко приметити у многим аспектима свакодневног живота, а посебно у културним објектима.

## Културолошки приступ
Недавно је интересовање научника привукло „утелотворено памћење”. Пол Конертон тврди да се тело може посматрати као контејнер, носилац сећања, две различите врсте друштвених пракси; отисак и ангажман. Први укључује све активности које помажу у чувању и проналажењу информација: фотографисање, писање, видео снимање, итд. Други укључује извођење научених радњи кроз физичке радње, као што су изговорена реч или стисак руке. Такве радње изводи сваки појединац посебно у несвесном стању и може се тврдити да је такво памћење, преношено гестовима и навикама, аутентичније од „посредованог” сећања преношеног утискивањем.
Прве идеје о отелотвореном сећању, у коме прошлост „налази“ у телу појединца, датирају из дела таквих еволуциониста крајем 19. века. као Жан Батист Ламарк и Ернст Хекел. Ламарков закон о наслеђивању стечених особина и Хекелов биогенетички закон изнели су идеју да је индивидуа збир све претходне историје (међутим, оба ова концепта модерна наука одбацује).
На пример, меморија се може ускладиштити у објектима. Сувенири и фотографије заузимају значајно место у дискурсу културног памћења. Неколико аутора наглашава да се однос памћења и предмета променио од 19. века. Стјуарт, на пример, тврди да је наша култура престала да буде култура производње, већ је постала култура потрошње. Роба, према Тердиману, током масовне производње и комодификације. људи су изгубили „сећање на сопствено постојање“. Истовремено, каже он, однос сећања и предмета се институционализује и експлоатише у виду трговине сувенирима. Ови необични предмети могу се односити или на далеку прошлост (антиквитети) или на удаљено (егзотично) место. Стјуарт објашњава како сувенири постају потврда нашег искуства и знак догађаја који постоје само због настанка наратива.
Овај приказ се лако може применити на другу активност која има посебан однос са памћењем: фотографије. Кетрин Кинан објашњава како процес фотографисања може да истакне важност сећања, како индивидуалног тако и колективног. Она такође тврди да фотографије не само да могу стимулисати или помоћи при памћењу, већ и замаглити само памћење када су фотографије основа сећања, или могу да служе као подсетник на склоност забораву. Други истраживачи тврде да фотографија може постати део сећања и на тај начин га подржавати.
Едвард Чејни је сковао термин „културни споменик“ да би описао како опште типове, као што су обелисци и сфинге, тако и специфичне објекте, као што су обелиск Дометијана, Абу Симбела или „младог Мемнона“, који су развили значења која им се приписују. Читања древних египатских рукописа од стране Херодота, Плинија, колекционара грофа Арундела, путника из 18. века, Наполеона, Шелија, Вилијама Бенкса, Харијет Мартино, Флоренс Најтингел, Сигмунда или Лусијана Фројда показују широк спектар тумачења ових аутора, сваки од којих је у различитом степену фасциниран реконструкцијом сопствених намера.

## Између културе и памћења
За разлику од раније поменуте колективне природе студија културног памћења, постоји још једна „школа“ која води порекло из постколонијалних и родних студија. Она истиче важност индивидуалног и индивидуалног сећања оних чији се глас обично не чује у друштву: жена, мањина, хомосексуалаца и других.
Искуство, проживљено или замишљено, припада и култури и памћењу. Оба ова фактора утичу на њега, али он их заузврат одређује. Насупрот традиционалној теорији женствености и живог памћења, Фрига Хауг закључује да култура утиче на искуство сугеришући посредовану перцепцију која утиче на њега. Историчари, као што је Нил Грегор, сматрају да искуство утиче на културу, о личном искуству се може расправљати и тако оно постаје колективно. Споменик, на пример, може представљати заједнички осећај губитка.
Утицај памћења постаје очигледан у начину на који се прошлост осећа у садашњим условима, према Полу Конертону, на пример, не може се искључити из људског постојања. С друге стране, перцепција, вођена жељом за аутентичношћу, улепшава сећање, јасно изражена жељом да се доживи стварно (Сузан Стјуарт). Дакле, искуство је неопходно за тумачење културе и памћења, и обрнуто.

## Студије културног памћења
Новије студије и теорије у области културног памћења истичу значај разматрања садржаја културних идентитета у разумевању проучавања друштвених односа и предвиђања културних ставова.